# HX3 teherautó-család
A HX3 egy modern katonai terepjáró tehergépjármű-család, amelyet 2021 májusában mutatott be a Rheinmetall MAN Military Vehicles (RMMV) konszern. 4×4, 6×6, 8×6, 8×8 illetve 10×10 kerékképletű járművekből álló tehergépjármű-családot kifejezetten katonai felhasználásra tervezték. A HX3 járművekre egyelőre nincs megrendelés, de a Magyar Honvédség is érdeklődik irántuk.

## Kialakítása és jellemzői
A HX3 tehergépjármű-család kifejezetten katonai alkalmazásra lett kifejlesztve. Ennek megfelelően egy rendkívül robusztus alvázat kapott, ahol kiemelt szempont volt az "aknaállóság". A kabin páncélozott padlólemezt kapott illetve az egész kabin is páncélozható ha a megrendelő úgy kívánja. A sűrítettlevegő-tartály az alvázról a tetőre került, hogy az aknák ne tehessenek kárt benne. A jármű minden tárolója vízhatlan és másfél méter mély vízen is átgázolhat különösebb előkészület nélkül. A HX3-as teherautók képesek 40 fokos emelkedőn is felhajtani illetve 590 mm-es lépcső sem jelent akadályt számukra. A HX3-család járművei számos korszerű, a civil teherszállításban is ismert technológiát tartalmaz:
- Vészfék-asszisztens (Emergency Brake Assist - EBA),
- Alkalmazkodó sebességtartó automatika (Adaptive Cruise Control - ACC)
- Sávelhagyás-figyelmeztető rendszer (Lane Departure Warning - LDW)[1]

Kifejezetten katonai szempontból fontos megoldások is beépítésre kerületek:
- Automatikus teherkezelő rendszer (Automated Load Handling System - ALHS): a páncélozott kabin biztonságának elhagyása nélkül képes a személyzet konténereket felvenni és lerakni
- Univerzális Torzióálló Teherhordó-keret (Universal Torsion-Resistant Subframe - UTRS): az egyenlőtlen terepen haladás az alváz kis mértékű csavarodásával, torziójával járhat, amely károsíthatja a teherautó által hordozott berendezéseket (pl. radarok, tartályok). A UTRS  kiküszöböli ezt a problémát.
- A jármű felszerelhető ROSY önvédelmi rendszerrel illetve Natter 7.62 távirányított fegyverzettel.
- Tüzérségi interfész (Artillery Truck Interface - ATI):  tüzérségi eszközök hordozását is lehetővé teszi. (lásd: Rheinmetall AGM)[1]

| HX3 felszerelési konfigurációs lehetőségek            | 4×4 | 6×6 | 8×8 / 8×6 | 10×10 |
| ----------------------------------------------------- | --- | --- | --------- | ----- |
| Teherszállító (daruval vagy anélkül)                  | ✓   | ✓   | ✓         |       |
| Emelőhorgos konténer szállító                         |     |     | ✓         |       |
| Tartálykocsi ill. dömper                              | ✓   | ✓   | ✓         |       |
| Speciális berendezés hordozó (pl. radar, löveg, stb.) | ✓   | ✓   | ✓         | ✓     |
| Műszakimentő                                          |     | ✓   | ✓         | ✓     |
| Vontató, nyerges vontató                              |     | ✓   | ✓         |       |

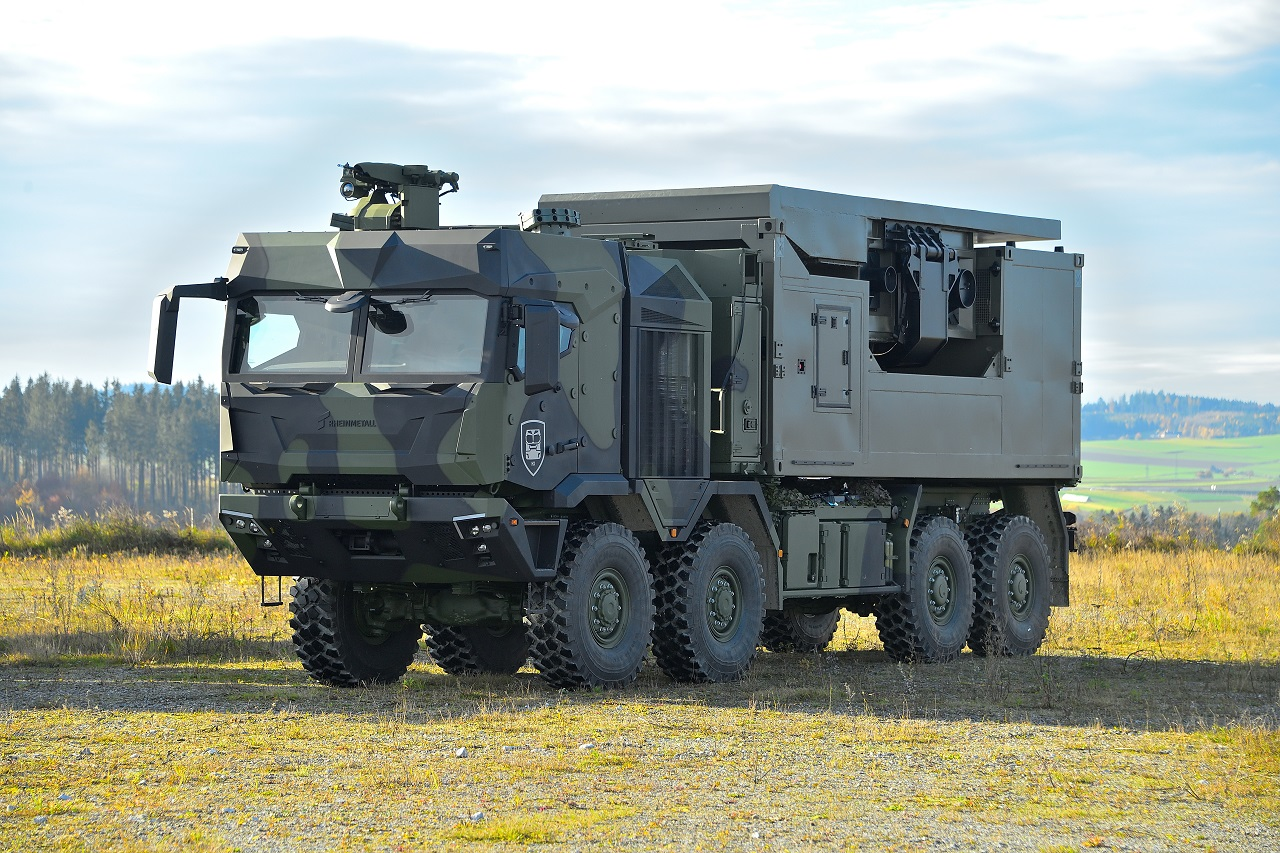
8x8-as HX3 radar-felépítménnyel